# Argiope (ninfa)
Nella mitologia greca Argiope (Ἄργιόπη) era una ninfa che abitava sul Parnaso e dalla unione con Filammone aveva generato Tamiri celebre cantore che si vantò di essere superiore alle stesse Muse ma che venne da queste accecato.

## Fonti
Biblioteca (Apollodoro), 1, 3, 3